# Еммануїл Тзанес

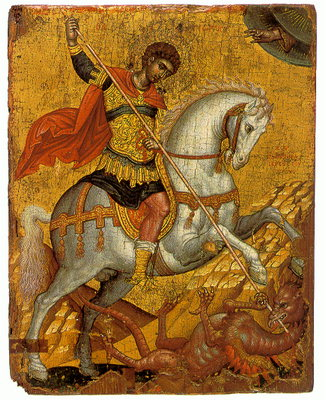
Святий Юрій. Еммануїл Тзане

Еммануїл Тзанес Буніаліс (грец. Εμμανουήλ Τζάνες, 1637, Ретимно — 20 березня 1694, Венеція) — грецький художник епохи Відродження, іконописець, ієрей (1683).
Еммануїл Тзанес народився на острові Крит, проте пізніше переїхав до Венеції, де він створив більшу частину своїх робіт. Тзанес був одним з найшанованіших грецьких художників свого часу, одним з найяскравіших представників, так званої, Критський школи і сучасником іншого Критского живописця, який також творив у Венеції, Теодороса Пулакіса.

## Основні роботи
У візантійській церкві Святих Ясона та Сосипатра, зведеній у 12 столітті на острові Керкірі, збереглись ікони Еммануїла Тзанеса, який також зробив опис життя святих, також ікони святий Кирило Александрійський, "Не торкайся Мене" иставляються у Візантійському музеї Антивуніотиса, розташованому на цьому острові. Ікона Тзанеса Святий Іаков зберігається у зібранні Музею ікон у Венеції. Ікона Святий Михайло нині експонується у Музеї візантійської культури в Афінах.
Афінський Музей Бенакі володіє іконою Святий Миколай Чудотворець, на якій святитель зображений на хмарі над морем, тим самим підкреслюється, що Святий Микола — покровитель мандрівників і моряків. Відомо також, що авторству Тзанеса належать фрески Церкви Сан-Джорджо дей Гречі у Венеції.